# حزقيال مونتانيا
حزقيال مونتانيا (بالإسبانية: Ezequiel Montagna)‏ هو لاعب كرة قدم أرجنتيني في مركز الهجوم، ولد في 8 يونيو 1994 في مار دل بلاتا في الأرجنتين. لعب مع نادي سان لورينزو.

## وصلات خارجية
- حزقيال مونتانيا على موقع قاعدة بيانات كرة القدم.إي يو (الإنجليزية)
- حزقيال مونتانيا على موقع Soccerway.com (الإنجليزية)
- حزقيال مونتانيا على موقع AS.com (الإسبانية)